# Васильевка (Петровское сельское поселение, Прохоровский район)
Васи́льевка — село в Прохоровском районе Белгородской области. Входит в состав Петровского сельского поселения.

## География
Находится в северной части Белгородской области, в лесостепной зоне, в пределах юго-западного склона Среднерусской возвышенности, на правом берегу реки Донецкая Сеймица, к востоку от автодороги 14Н-296, на расстоянии примерно 15 километров (по прямой) к северо-востоку от Прохоровки, административного центра района. Абсолютная высота — 205 метров над уровнем моря.

### Климат
Климат характеризуется как умеренно континентальный, с относительно мягкой зимой и тёплым продолжительным летом. Среднегодовая температура воздуха — 5,4 °C. Средняя температура воздуха самого холодного месяца (января) — −9,2 °C; самого тёплого месяца (июля) — 16,4 — 24,3 °C. Безморозный период длится в среднем 155—160 дней. Годовое количество атмосферных осадков — 527—595 мм, из которых большая часть выпадает в тёплый период.

### Часовой пояс
Село Васильевка как и вся Белгородская область, находится в часовой зоне МСК (московское время). Смещение применяемого времени относительно UTC составляет +3:00.

## История
Село Спасское или Васильевка, как и многие другие поселения, постигла учесть закрепощения без воли селян, несмотря на “Жалованную грамоту” 1785 года и благие намерения Екатерины. После закрепощения поменялось и название села, владельцем которого стал титулярный советник ( 1816 год) Василий Иванович Ильинский. Такое двойное название сохранялось почти до 1917 года, после название оставили только одно - Васильевка.
По данным переписи на 1816 год в селе размещалось 23 двора., а к 1885 году уже 236 дворов, 601 житель. К концу XIX века сельцо было центром Спасской волости, Старооскольского уезда.
Васильевка относилась к приходу Крестовоздвиженской церкви, села Кондровка.
С приходом коллективизации в селе образован колхоз «Новый труд». Позднее было объединение и укрупнение колхозов в один колхоз им. Шверника Петровского сельского Совета, затем произошло вливание в колхоз им. Вышинского Петровского сельского Совета Скороднянского района Белгородской области.

## Население
| 2002 | 2010 |
| ---- | ---- |
| 113  | ↘79  |

### Половой состав
По данным Всероссийской переписи населения 2010 года в гендерной структуре населения мужчины составляли 40,5 %, женщины — соответственно 59,5 %.

### Национальный состав
Согласно результатам переписи 2002 года, в национальной структуре населения русские составляли 77 %.